# Colognac
Colognac település Franciaországban, Gard megyében. Lakosainak száma 202 fő (2022. január 1.). Colognac Cros, Lasalle, Monoblet, Saint-Martial, Saint-Roman-de-Codières és Soudorgues községekkel határos.

## Népesség
A település népességének változása:
| Lakosok száma | 142  | 164  | 167  | 197  | 186  | 198  | 221  | 228  | 226  | 202  |
|               | 1968 | 1982 | 1990 | 2006 | 2013 | 2015 | 2017 | 2019 | 2020 | 2022 |